# Lastrup (Minnesota)
Lastrup é uma cidade localizada no estado americano de Minnesota, no Condado de Morrison.

## Demografia
Segundo o censo americano de 2000, a sua população era de 99 habitantes.
Em 2006, foi estimada uma população de 89, um decréscimo de 10 (-10.1%).

## Geografia
De acordo com o United States Census Bureau tem uma área de
1,1 km², dos quais 1,1 km² cobertos por terra e 0,0 km² cobertos por água. Lastrup localiza-se a aproximadamente 378 m acima do nível do mar.

## Localidades na vizinhança
O diagrama seguinte representa as localidades num raio de 16 km ao redor de Lastrup.